# Bred-Mölsen
Bred-Mölsen är en sjö i Vansbro kommun i Dalarna och ingår i Dalälvens huvudavrinningsområde. Sjön har en area på 0,991 kvadratkilometer och ligger 304,1 meter över havet. Sjön avvattnas av vattendraget Bred-Mölsbäcken.

## Delavrinningsområde
Bred-Mölsen ingår i det delavrinningsområde (668289-142648) som SMHI kallar för Utloppet av Bred-Mölsen. Medelhöjden är 316 meter över havet och ytan är 4,99 kvadratkilometer. Det finns inga avrinningsområden uppströms utan avrinningsområdet är högsta punkten. Bred-Mölsbäcken som avvattnar avrinningsområdet har biflödesordning 5, vilket innebär att vattnet flödar genom totalt 5 vattendrag innan det når havet efter 311 kilometer. Avrinningsområdet består mestadels av skog (55 procent) och sankmarker (23 procent). Avrinningsområdet har 0,99 kvadratkilometer vattenytor vilket ger det en sjöprocent på 19,8 procent.